# Одињикур
Одињикур (фр. Audignicourt) насеље је и општина у североисточној Француској у региону Пикардија, у департману Ен (Пикардија) која припада префектури Лаон.
По подацима из 2011. године у општини је живело 103 становника, а густина насељености је износила 18,2 становника/km². Општина се простире на површини од 5,66 km². Налази се на средњој надморској висини од 79 метара (максималној 154 m, а минималној 72 m).

## Демографија
| 1962. | 1968. | 1975. | 1982. | 1990. | 1999. | 2011. |
| ----- | ----- | ----- | ----- | ----- | ----- | ----- |
| 133   | 135   | 87    | 77    | 94    | 98    | 103   |

График промене броја становника у току последњих година